# Ritz-Carlton Montréal
 (avril 2017).
Si vous disposez d'ouvrages ou d'articles de référence ou si vous connaissez des sites web de qualité traitant du thème abordé ici, merci de compléter l'article en donnant les références utiles à sa vérifiabilité et en les liant à la section « Notes et références ».
Le Ritz-Carlton Montréal est un hôtel de luxe situé au 1228 rue Sherbrooke Ouest, dans le quartier du Mille carré doré à Montréal au Canada. 
Ouvert en 1912 et surnommé La Grande Dame de la rue Sherbrooke, cet hôtel est le premier en Amérique du Nord et dans le monde à porter le nom de « Ritz-Carlton ». Ainsi, de par son statut privilégié, il bénéficie aujourd'hui d'une place particulière au sein du groupe The Ritz-Carlton Hotel Company, en tant que seul établissement franchisé.

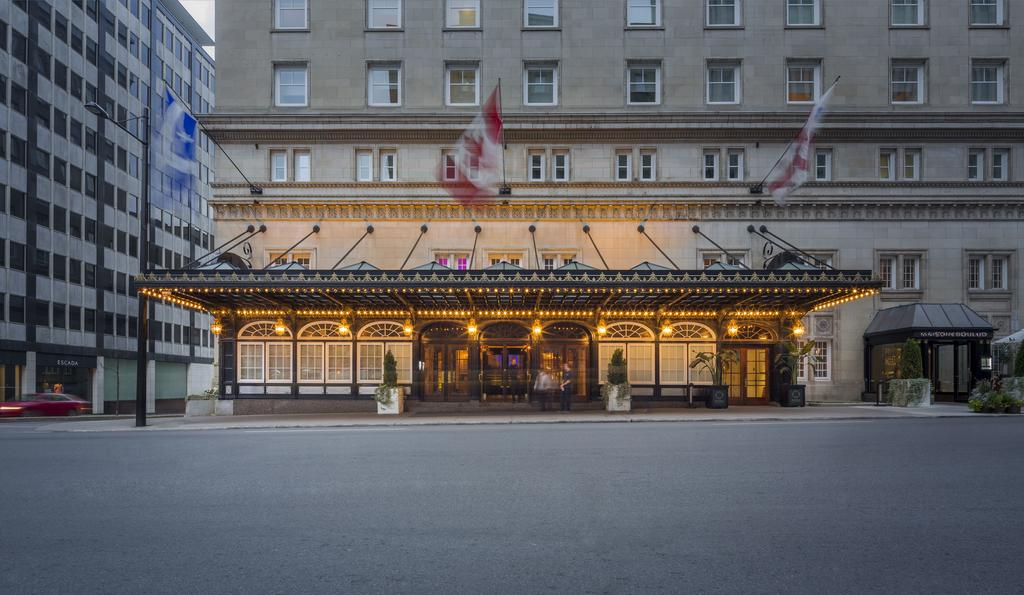
Entrée du Ritz-Carlton Montréal

## Informations sur l'hôtel
Depuis 2012, l'hôtel offre 129 chambres dont 33 suites, 12 salles de réunions et de réceptions ainsi que 45 résidences. Le Ritz-Carlton Montréal propose également un restaurant la « Maison Boulud » dirigé par le chef Daniel Boulud (2 étoiles au Guide Michelin), une véranda, un jardin, un bar, un lounge bar et des salons privés. De plus, le Ritz-Carlton Montréal dispose d'environ 1115m² d’espace de réunion, entièrement équipé des dernières technologies et pouvant accueillir jusqu'à 300 personnes. Depuis avril 2023, le chef français Romain Valicon, Maitre cuisinier de France, médaille d'Or Joseph Favre est aux commandes de l'établissement comme chef exécutif. 
L’hôtel dispose également d’une piscine intérieure salée ouverte de 6h30 à 22h30 dominant la ville depuis le toit de l’hôtel et disposant d’une terrasse avec vue sur Montréal. 
Le 23 février 2016, le Ritz-Carlton Montréal annonce l'ouverture du Spa Saint James. Celui-ci comprend un espace de 5,500 pieds carrés d'élégance contemporaine, un salon de détente avec des foyers individuels, 12 salles de soins spacieuses, une suite pour pédicure manucure et un salon de coiffure.

## Histoire

### Les débuts (1912-1929)
L'initiative de construire un hôtel de luxe à Montréal est née de six hommes d'affaires montréalais, qui achètent vers 1910 un terrain sur la rue Sherbrooke, et entreprennent les travaux de construction de 3 millions de dollars au début de 1911.
En 1908, ces hommes d'affaires avaient pour intention, de donner à leur établissement le nom d'un hôtel londonien réputé, le "Carlton".  Mais le plus célèbre hôtel européen de l'époque se trouvait à Paris et sa réputation tenait à la personnalité de son directeur, César Ritz. Charles Hosmer, l'un des investisseurs et ami de César Ritz, réussi à le convaincre, ce dernier consent à prêter son nom au projet sous certaines conditions : une salle de bain dans chaque chambre, des valets de chambre en poste 24 heures sur 24 ainsi qu’un concierge. Enfin, la réception devait être intimiste et l’escalier principal majestueux, afin de permettre aux dames de descendre aisément avec leurs robes de bal.
En 1912, c’est le cabinet d’architecture, Warren & Wetmore (qui a notamment imaginé la Grand Central Terminal de New-York), qui fut nommé par les investisseurs pour porter le projet.  L’hôtel ouvre officiellement ses portes le soir du Nouvel An de 1912, à l’occasion d’un bal réunissant plusieurs personnalités de l’époque.
Malgré les contraintes que la Première Guerre mondiale fait subir à l’hôtel, il reste la référence en termes de luxe et de modernité au Canada. C’est par exemple au Ritz-Carlton Montréal qu’à lieu le premier appel transcontinental canadien, le jour de la Saint-Valentin 1916. Le Président de la société de télécommunication Bell (à l’origine de cet appel), lance alors dans le combiné : « Hello. Is this Vancouver? », auquel une personne à l’autre bout du combiné, répond par un tonitruant : « Yes », marquant ainsi le succès de ce premier appel.
Les années folles sont une période de grande prospérité pour l’hôtel.
Le Ritz-Carlton est par exemple décrit par Lord Birkenhead comme « extrêmement luxueux et doté de toutes les commodités ».
En 1924, un nouveau directeur général, Emile Charles des Baillets, un Suisse, entre en fonction. Sous sa gouverne, l'hôtel acquiert une réputation internationale et accueille notamment le prince de Galles (le futur Edouard VIII) et la reine Marie de Roumanie. Quant aux célébrités cinématographiques Mary Pickford et Douglas Fairbanks, ils ont pour habitude lors de leurs séjours au Ritz, de saluer leurs admirateurs directement de leurs balcons donnant sur la rue Sherbrooke.

### La dépression (1929-1945)
Le Krach Boursier de Wall Street en 1929, puis la Grande Dépression et enfin la Deuxième Guerre mondiale, constitue une période difficile pour l’hôtel.
Émile Charles des Baillets, directeur général de l’hôtel depuis 1924, constate que, malgré certains habitués continuant de séjourner de long mois à l’hôtel, à l’instar de Lady Shaughnessy et d'Elwood Hosmer, la durée moyenne des séjours des clients se réduit, passant de quelques semaines à quelques jours, plongeant peu à peu l’hôtel dans une situation financière difficile.
Afin d’attirer une nouvelle clientèle, le nouveau directeur général, Albert Frossard (arrivé en 1940), décide de changer le code vestimentaire du restaurant de l’hôtel, en cessant d'imposer le port du smoking et en autorisant celui d'un simple costume.
Cette décision, difficile à prendre et à l’origine du départ de l’ancien directeur, Émile Charles des Baillets, qui s’y était opposé, permet à l’hôtel de renouer peu à peu avec le profit.

### L'Après-Guerre (1945-1970)
En 1947, l’hôtel est acheté par François Dupré.
Célèbre hôtelier parisien et propriétaire de l’hôtel George V et du Plaza Athénée, il souhaite rendre au Ritz-Carlton Montréal son lustre d’antan.
Sous son impulsion, l’hôtel ouvre le Bar Maritime en 1948 ainsi que le jardin du Ritz, au début des années cinquante.
Durant la belle saison, on y servait le déjeuner et le dîner, dans un décor champêtre où l’on pouvait observer 24 canetons patauger dans un étang bordé de fleurs.
En 1956, une nouvelle aile comprenant soixante-sept chambres et suites est construite dans le même style que le reste de l’hôtel, à savoir le style Adamesque. 
Après ces rénovations, le premier client à séjourner à l’hôtel, n’est autre que l’excentrique milliardaire Howard Hughes. Celui-ci, accompagné par 3 détectives privés, 2 secrétaires, 8 conseillers financiers, 2 valets, 3 majordomes et 1 barbier, réserve l’ensemble du 8e étage.
Durant les années soixante, l’hôtel a la réputation d’être un club réservé au Gentlemen. Il est le lieu de rendez-vous de la vieille bourgeoisie montréalaise. Il demeure toutefois le théâtre d’événements originaux, comme le mariage d’Élizabeth Taylor et Richard Burton, qui fut préparé en un peu moins de deux heures.

### Période actuelle (1970 à aujourd'hui)
Les années soixante-dix sont pour le Ritz-Carlton une décennie extrêmement positive. Il accueille ainsi bon nombre de personnalités à l’instar de Richard Nixon, la reine Élisabeth II et le prince Philip. Sa réputation est telle, que l’hôtel peut même se permettre de refuser aux Rolling Stones l’accès au Café de Paris (restaurant de l’époque), car ces-derniers ne portaient pas de costumes.
Cette réputation est récompensée en 1976, par le plus prestigieux des prix pour un hôtel nord-américain : les Cinq Diamants AAA.
La fin de la décennie est marquée par le départ du Directeur Général, Fred Laubi, remplacé par le premier directeur québécois : Fernand Roberge.
Les années quatre-vingt sont à l’image des années soixante-dix pour l’hôtel : prospères. Le Ritz-Carlton Montréal compte alors parmi ses habitués deux anciens Premiers Ministres : Brian Mulroney et Pierre Elliott Trudeau.
L’hôtel fête son 75e anniversaire en 1988. Pour l’occasion, l’ensemble des employés de l’hôtel et leurs épouses est invité au Café de Paris.
En hommage, à cet hôtel pas comme les autres, Adrian Waller lui dédie un livre, dont le titre est tiré des mots qu’eu Sophia Loren à propos Ritz-Carlton, lors de son séjour dans l’établissement : « No Ordinary Hotel ».
L’hôtel aura finalement accueilli au cours du 20e siècle, les plus grandes figures de ce siècle, parmi lesquelles : la reine Élisabeth II, Winston Churchill, Charles de Gaulle, Richard Nixon, Pierre Elliott Trudeau, Brian Mulroney, George Bush Sr ou encore les Rolling Stones. Il servira également de décor de cinéma : Dream, Le Monde de Barney.
En juillet 2006, l'hôtel ferme ses portes afin de procéder à des travaux de restauration et de rénovation. À cette occasion, on ajoute à l'hôtel des résidences qui s'insèrent dans une cage de verre qui enjambe le bâtiment d'origine, faisant passer le nombre d'étages de dix à onze. La firme d'architectes retenue est Provencher Roy & Associés. Outre cet ajout, l'hôtel modernise ses installations afin de se conformer aux normes internationales. Le coût total des travaux est de 200 millions de dollars canadiens.

## Prix et Récompenses
- Forbes Travel Guide's « One of 2019's Best Rooms » – nommé une des meilleures chambres en 2019 par Forbes
- TripAdvisor Traveler's Choice 2019: #1 Best Hotel in Canada – nommé meilleur hôtel du Canada
- TripAdvisor Traveler's Choice 2018: #1 Best Hotel in Canada - nommé meilleur hôtel du Canada
- Travel and Leisure Awards 2018: #2 Best City Hotel in Canada – nommé meilleur hôtel de ville du Canada
- Traveler's Choice Awards 2018 : #19 Best Luxury Hotel in the World – nommé 19ème hôtel le plus luxueux du monde
- Forbes Travel Guide's « One of 2019's Best Rooms » – nommé une des meilleures chambres en 2019 par Forbes2018 CAA/AAA Five Diamond Award
- 2017 CAA/AAA Five Diamond Award
- World Travel Awards: Canada's Leading Hotel Suite 2017: Royal Suite
- U.S News & World Report, « Best Hotel in Canada 2017 », Février 2017 – nommé meilleur hôtel du Canada

- 2016 CAA/AAA Five DIamond Award
- Prix Tripadvisor 2016, Choix des voyageurs, Janvier 2016 – nommé Hôtel le plus Luxueux du Canada
- U.S News 7 World Report, « Best Hotels in Canada 2016 », Janvier 2016 - nommé Meilleur Hôtel du Canada
- Condé Nast Traveler 2016 Liste d’Or, “Our Favourite Hotels in the World,” Décembre 2015
- Condé Nast Traveler Readers Choice Awards, “Best Hotels in Canada 2015,” Octobre 2015 – nommé l’un des meilleurs Hôtels du Canada
- Travel + Leisure, “2015 World’s Best Award,” Juillet 2015 – nommé Meilleur Hôtel de centre-ville du Canada
- Forbes Travel Guide Four-Star Hotels, Février 2015
- Forbes Travel Guide Four-Star Restaurants, Février 2015 – récompense attribué à Maison Boulud, l’un des deux restaurants reconnu par Forbes à Montréal
- 2015 AAA Five Diamond Award, Janvier 2015 – le seul Hôtel du Québec et l’un des 6 au Canada à avoir reçu la distinction 5 Diamants
- U.S. News & World Report, “Best Hotels in Canada 2015,” Janvier 2015 – nommé le Meilleur Hôtel du Canada
- Travel + Leisure, “World’s Best Hotels for Families,” Novembre 2014 – nommé l’un des Meilleurs du Canada
- Travel + Leisure, “2014 World’s Best Awards,” Août 2014 – nommé Meilleur Hôtel du centre-ville du Canada
- U.S. News & World Report, “Best Hotels in Canada 2014,” Janvier 2014 – nommé Meilleur Hôtel du Canada
- 2014 AAA Five Diamond Award, Janvier 2014 – le seul hôtel du Québec et l’un des 5 au Canada à avoir reçu la distinction 5 Diamants
- Condé Nast Traveler 2014 Gold List, “The World’s Best Hotels,” Janvier 2014 – reconnu comme Hôtel le mieux noté au Québec avec un score total de 92.7
- 2013 Fodor’s 100 Hotel Award, “Enduring Classics” winner, Octobre 2013 – l’un des trois hôtels du Canada à faire partie de la liste
- U.S. News & World Report, “Best Luxury Hotels in Canada,” Juillet 2013
- Robb Report’s “Top 100 Hotels in the World,” Mai 2013
- Condé Nast Traveler 2013 Hot List, “Best New Hotels in the World” winner, Avril 2013
- 2013 AAA Five Diamond Award, Octobre 2012 – le seul hôtel du Québec et l’un des 4 au Canada à avoir reçu la distinction 5 Diamants